# Natalia Giraldo Alzate
Natalia Giraldo (Pensilvania, Caldas; 19 de mayo de 2003) es una futbolista colombiana. Juega en la posición de arquera en el América de Cali de la Liga Profesional Femenina de Colombia.

## Selección nacional
Debutó con la selección mayor de Colombia el 9 de noviembre de 2019 contra Argentina en un partido amistoso.
El 3 de julio de 2022 es convocada por el técnico Nelson Abadía para la Copa América Femenina 2022 a realizarse en Colombia.

### Participaciones en Campeonatos Sudamericanos
| Competición                     | Categoría | Sede  | Resultado   |
| ------------------------------- | --------- | ----- | ----------- |
| Campeonato Sudamericano de 2022 | Sub-20    | Chile | Subcampeona |

### Participaciones en Copa América
| Copa                       | Sede     | Resultado   | Partidos | Goles |
| -------------------------- | -------- | ----------- | -------- | ----- |
| Copa América Femenina 2022 | Colombia | Subcampeona | 0        | 0     |

### Participaciones en Mundiales
| Copa                | Sede       | Resultado   | Partidos | Goles |
| ------------------- | ---------- | ----------- | -------- | ----- |
| Mundial Sub-20 2022 | Costa Rica | Sexto Lugar |          |       |

## Clubes
| Club            | País     | Año         |
| --------------- | -------- | ----------- |
| América de Cali | Colombia | 2019 - 2024 |

## Palmarés

### Títulos nacionales
| Título        | Club            | País     | Año  |
| ------------- | --------------- | -------- | ---- |
| Liga Femenina | América de Cali | Colombia | 2019 |
| Liga Femenina | América de Cali | Colombia | 2022 |

### Títulos internacionales
| Título              | Club                      | Sede     | Año  |
| ------------------- | ------------------------- | -------- | ---- |
| Juegos Bolivarianos | Selección femenina sub-20 | Colombia | 2022 |